# Marco Pino

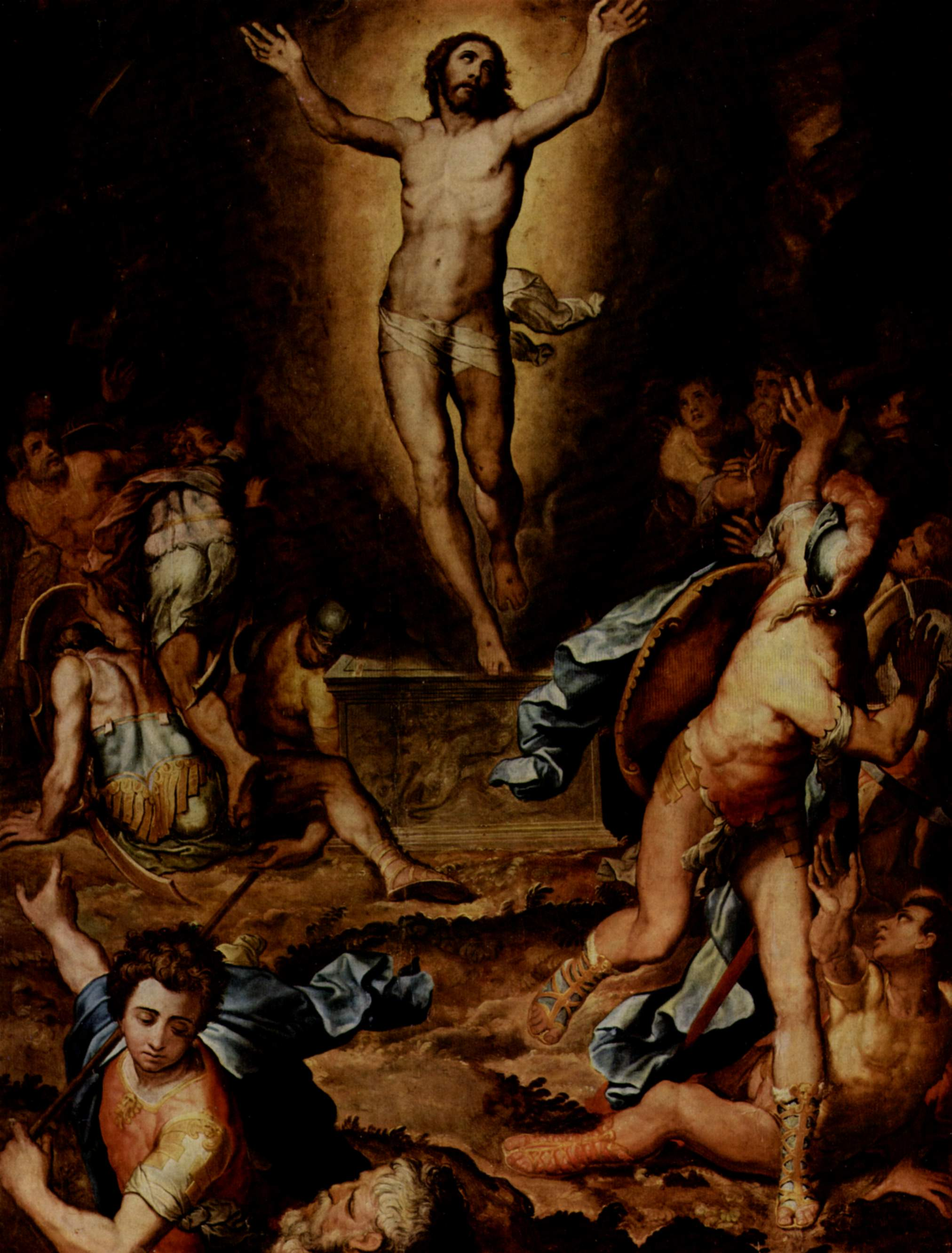
Resurrección, 1555, Roma, Galleria Borghese.

Marco Pino, llamado Marco da Siena (Costa al Pino, c. 1525-Nápoles, c. 1587) fue un pintor manierista italiano, discípulo de Domenico Beccafumi.

## Biografía
Nacido en Costa al Pino, pequeña localidad cercana a Siena de la que tomó su nombre, fue discípulo de Domenico Beccafumi entre 1537 y 1542, pero su introducción a la Maniera tuvo lugar en Roma, a donde se trasladó en 1543, al lado de Perino del Vaga, con quien colaboró en 1546 en los frescos del ciclo de Alejandro Magno en el Castillo de Sant'Angelo. Más tarde trabajó también con Daniele da Volterra en la capilla Rovere de Santa Trinità de' Monti sin alterar su adhesión a las fórmulas de Perino. 
Hacia 1557  se estableció en Nápoles, donde permaneció hasta su muerte, con solo alguna interrupción ocasional, como ocurrió en los años 1573 y 1575 cuando volvió a Roma para trabajar al servicio del cardenal Gonfalone en su oratorio.
En Nápoles Pino dominó el ambiente artístico con una extensa producción de retablos, siendo el más importante pintor de la Contrarreforma en aquella ciudad, advirtiéndose en sus obras napolitanas un progresivo alejamiento del manierismo como consecuencia del fervor religioso local y la espiritualidad contrarreformista. Sant'Angelo a Nilo, San Severino, San Domenico Maggiore o el Gesù Vecchio son algunas de las iglesias napolitanas para las que trabajó, así como para la iglesia de la Annunziata en Aversa y la iglesia de Bartolomé el Apóstol en Nocera Inferiore.